# Tokyo Rose
Tokyo Rose ist ein Übername, mit dem US-Amerikaner während des Zweiten Weltkriegs im Pazifik die vielen Englisch sprechenden weiblichen Stimmen des japanischen Propagandaprogramms bei Radio Tokyo (NHK) bezeichneten.

## Geschichte

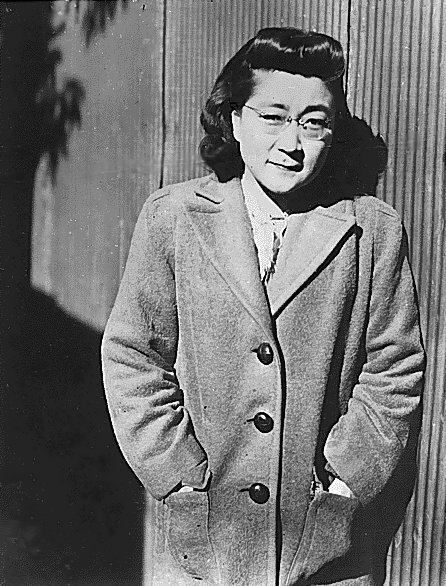
Iva Ikuko Toguri D’Aquino im Außenbereich von Radio Tokyo

Der Name „Tokyo Rose“ wird hauptsächlich mit Iva Ikuko Toguri D’Aquino in Verbindung gebracht, einer in Los Angeles geborenen Japanerin, die 1941 nach Japan ging, um einen kranken Verwandten zu besuchen. Nach dem überraschenden Kriegsausbruch verweigerte man ihr die Rückreise in die USA, da sie keinen Reisepass hatte. Um sich ihren Lebensunterhalt zu verdienen, arbeitete sie in Japan zunächst als Klavierlehrerin, dann bei einer Nachrichtenagentur und auch bei dem japanischen Sender Radio Tokyo. Ende 1943 begann sie als eine von 20 Moderatorinnen der Sendung The Zero Hour (deutsch „Die Stunde Null“), die schon bald Bestandteil der japanischen Propaganda wurde. Ihr Pseudonym in der Sendung war Orphan Ann. Es gibt allerdings keinen Beweis dafür, dass Iva Toguri jemals den Namen Tokyo Rose in einer ihrer Sendungen erwähnt hat. Der Ursprung des Namens scheint in der amerikanischen Marine oder Armee zu liegen, wo er Anfang 1944 erstmals auftauchte. Andere bekannte Sprecherinnen waren Foumy Saisho, deren Pseudonym Madame Tojo war, Myrtle Lipton mit dem Pseudonym Little Margie oder auch Manila Rose sowie Ruth Hayakawa unter dem Namen Nightingale of Nanking.

“Greetings everybody! This is your Number One Enemy, your favorite playmate, Orphan Ann on Radio Tokyo – the little sunbeam whose throat you’d like to cut! Get ready again for a vicious assault on your morale, 75 minutes of music and news for our friends – I mean, our enemies! – in the South Pacific.”

„Grüße an alle! Dies ist dein Nummer-eins-Feind, deine Lieblings-Gespielin, Orphan Ann auf Radio Tokyo, der kleine Sonnenstrahl, dessen Kehle du gerne durchschneiden würdest! Bereite dich wieder vor auf einen boshaften Angriff auf deine Moral, auf 75 Minuten Musik und Nachrichten für unsere Freunde – ich meine Feinde – im Südpazifik!“

Nach Kriegsende wurde sie von den USA als Sicherheitsrisiko eingestuft und saß in verschiedenen japanischen Gefängnissen ein. Ende 1945 wurde sie wieder entlassen. Doch 1948 wurde sie erneut verhaftet, in die USA gebracht und vom FBI wegen Hochverrats vor Gericht gestellt.
Iva Toguri D'Aquino wurde zwar in sieben der acht Anklagepunkte freigesprochen, am 6. Oktober 1949 aber dennoch zu zehn Jahren Haft und einer Geldstrafe von 10.000 $ verurteilt. Am 28. Januar 1956 wurde sie aus der Haft entlassen. Anschließend lebte sie in Chicago, wo ihre Familie ein Geschäft besaß.
Nach etlichen Petitionsschreiben sprach Präsident Gerald Ford am 19. Januar 1977 eine präsidiale Entschuldigung aus. Eine Haftentschädigung hat sie allerdings nie erhalten. Am 26. September 2006 starb Iva Toguri D'Aquino in Chicago.